# Herinneringen aan Socrates
Herinneringen aan Socrates (Oudgrieks: Ἀπομνημονεύματα Σωκράτους / Apomnemoneumata Sokratous; Latijn: Memorabilia) is een socratische dialoog van Xenophon geschreven na 371 v.Chr.. Enkele decennia na de dood van zijn vriend Socrates liet Xenophon hem zijn denkbeelden uiteenzetten in fictieve gesprekken met voor- en tegenstanders, af en toe onderbroken door korte commentaar van de auteur. Het werk, opgedeeld in vier boeken, is het langste van Xenophons vier socratische geschriften. De overige zijn het Symposion, de Oikonomikos en de Apologia.

## Nederlandse vertalingen
- Gedenkwaardigheden van Socrates, vert. Jan ten Brink, 1819
- Gedenkwaardige gesprekken van Socrates, vert. Adriaan Loosjes, 1821
- Xenophon's Herinneringen aan Socrates, vert. Ch.M. van Deventer, 1894
- Herinneringen en beschouwingen. Een bloemlezing uit Hellenica, Memorabilia, Anabasis, Cyropaedie en Oeconomicus, vert. Eddy De Laet, 1979, ISBN 9789002140532
- Herinneringen aan Socrates, vert. Cornelis Verhoeven, 2000, ISBN 9058480062